# Tour du Sénégal
Il Tour du Sénégal (it. Giro del Senegal) è una corsa a tappe maschile di ciclismo su strada che si svolge con cadenza annuale in Senegal. Fa parte del calendario dell'UCI Africa Tour come prova di classe 2.2.
La prima edizione si tenne nel 2001, anche se un primo giro ciclistico del Senegal fu disputato già nel 1970. Nel 2005 la corsa entrò a far parte del calendario Africa Tour rimanendovi fino al 2009 (con la sola esclusione dell'edizione 2008). Dal 2011 al 2014 non si disputò. Si corre di nuovo dal 2015 e dal 2016 fa di nuovo parte del calendario Africa Tour.

## Albo d'oro
Aggiornato all'edizione 2019.
| Anno      | Vincitore            | Secondo                 | Terzo                 |
| --------- | -------------------- | ----------------------- | --------------------- |
| 2001      | Christophe Lebarbier | Abdoulaye Thiam         | Jacques Castagn       |
| 2002      | Andris Naudužs       | Leonardo Scarselli      | Thierry David         |
| 2003      | Leonardo Scarselli   | Abdelati Saadoune       | Cherif Merabet        |
| 2004      | Mariano Giallorenzo  | Philippe Schnyder       | Stéphane Botherel     |
| 2005      | Alexandre Lecocq     | David Jungles           | Pascal Bouba          |
| 2006      | Lukasz Podolski      | Erwann Lollierou        | Frédéric Geminiani    |
| 2007      | Adil Jelloul         | Abdelati Saadoune       | Anthony Rigault       |
| 2008      | Joeri Calleeuw       | Faysal Shaban Al Sharaa | Ivan Viglasky         |
| 2009      | Stéphane Roger       | Ahmed Hafiz             | Amr Mahmoud           |
| 2010      | Massamba Diouf       | Stéphane Roger          |                       |
| 2011-2014 | non disputato        | non disputato           | non disputato         |
| 2015      | Zouhair Rahil        | Patrick Kos             | Steve Houanard        |
| 2016      | Abdellah Ben Youcef  | Abderrahmane Hamza      | Abderrahmane Mansouri |
| 2017      | Islam Mansouri       | Médéric Clain           | Lucas Carstensen      |
| 2018      | Dan Craven           | Abderrahmane Hamza      | Rick Nobel            |
| 2019      | Didier Munyaneza     | Hermann Keller          | Marek Čanecký         |